# King Camp Gillette
King Camp Gillette, född 5 januari 1855 i Fond du Lac, Wisconsin, död 9 juli 1932 i Los Angeles, Kalifornien, var en amerikansk affärsman. Han utvecklade säkerhetsrakhyveln och grundade The Gillette Company. Dessförinnan var han anställd som säljare på företaget The Crown Cork Company som grundades av kapsylens uppfinnare, William Painter.
Gillette var utopisk socialist och ville med sitt företag skapa ett världsmonopol på bland annat rakblad. Den största önskedrömmen som Gillette hade var en stad kallad Metropolis. Staden skulle förses med elektricitet från Niagarafallen.